# Didaktik
Die Didaktik (von altgriechisch διδάσκειν didáskein, deutsch ‚lehren‘) ist die „Kunst“ und die „Wissenschaft“ des Lernens und Lehrens. Sie ist eine zentrale Einzelwissenschaft im Bildungswesen und gehört neben der Ausbildung in bestimmten Schulfächern zur Qualifizierung der Lehrkräfte in der wissenschaftlichen Lehrerbildung. Die Tätigkeit und Ergiebigkeit des Lehrens und ihre Lehre wird hingegen als Didaxe bezeichnet.

## Begriffsbestimmungen, Einordnung und Abgrenzung

### Der Didaktikbegriff – erste Begriffsbestimmungen
Didaktik im engeren Sinn beschäftigt sich mit der Theorie des Unterrichts, im weiteren Sinne mit der Theorie und Praxis des Lehrens und Lernens. Nach Johann Amos Comenius (1592–1670) ist Didaktik „Lehrkunst“, während die „Lernkunst“ Mathetik ist. Wolfgang Klafki unterscheidet die Didaktik als theoretische Wissenschaft strikt von der Methodik, die sich mit den praktischen Verfahren des Lehrens und Lernens (dem Wie) befasst. Ein weiterer fundamentaler Gegenbegriff zur Didaktik als „Lehre durch Unterweisung“ ist die Mäeutik, der didaktische Aspekt der sokratischen Methode, als „Lehre durch Gespräch“ oder „Lehre über Selbsterkenntnis“.
Die Didaktik arbeitet mit den durch die ausgewählte Bildungstheorie selektierten Inhalten, Zielen und deren Begründungen (dem Was, Wozu und Warum). Sie ist jedoch unabhängig davon auf mehrere Bildungstheorien anwendbar. Im Gegensatz dazu ist sie abhängig von der gewählten Lerntheorie, d. h., je nachdem, welche Ansicht man über den Prozess des Lernens vertritt, wird man die Wissenselemente derart auswählen, reduzieren und reihen, dass der Prozess optimal unterstützt wird.
Im engeren Sinne versteht man unter Didaktik die Wissenschaft vom Lehren, in Abgrenzung von der Mathetik, die sich als Wissenschaft vom Lernen versteht.

„Beide sind aber untrennbar miteinander verbunden, weil man nach heutigem Verständnis nichts erfolgreich lehren kann, ohne sich gleichzeitig zu fragen: Wie lernen Schüler?“

### Didaktikarten
In Gestalt der „Allgemeinen Didaktik“ beschäftigt sich die Didaktik unabhängig von spezifischen Lerninhalten vorrangig mit den Prinzipien, Lehr- und Lernmodellen sowie Begründungsfragen von Bildungsprozessen. Mit dem Lehren und Lernen fachbezogener Lehr-Inhalte sowie dem Erwerb fachlicher Kompetenzen beschäftigen sich die „Fachdidaktiken“. Überlegungen zu einer „Allgemeinen Fachdidaktik“ (Bayrhuber u. a. 2016) arbeiten das Gemeinsame und die fachbezogenen Unterschiede in den Lehr-/Lernkonzepten der einzelnen Didaktiken heraus.
Das Lernen in bestimmten Schulstufen wird in „Stufendidaktiken“ thematisiert. Das Lernen mit mediengestützten Lernangeboten wird in der Mediendidaktik bearbeitet. Fächerübergreifende Themenbereiche sind Gegenstand der „Interdisziplinären Didaktik“, etwa des Projektunterrichts oder des Projektorientierten Unterrichts.

### Allmähliche Herausbildung einer kontextübergreifenden Disziplin
Lange Zeit bezog sich Didaktik allein auf schulischen Unterricht und galt als Bezugsdisziplin für das Handeln von Lehrern vor allem der Primar- und Sekundarstufe. Andere Lernkontexte, wie Erwachsenen- und Weiterbildung, Lernen in beruflichen Kontexten oder der Hochschule wurden ausgeblendet oder vernachlässigt. Die Fixierung auf das Handeln der Lehrenden ist in den 1990er Jahren durch die Diskussion über den Konstruktivismus relativiert worden. Didaktik ist nicht mehr (allein) Handlungswissenschaft für Lehrkräfte, sondern beschäftigt sich ganz allgemein mit allen lernförderlichen Arrangements, wie es vor allem die Konstruktivistische Didaktik betont. So hat in den 1990er Jahren etwa die Mediendidaktik ganz wesentliche Impulse für die Didaktik-Diskussion gebracht. Mit der zunehmenden Bedeutung verschiedener Lernkontexte außerhalb von Schule konstituiert sich Didaktik als kontextübergreifende Disziplin, die sich mit der Gestaltung von Lernangeboten beschäftigt.

### Verortungen, elementare Fragestellungen
Nach Werner Janks und Hilbert Meyers Didaktische Modelle befasst sich Didaktik mit der Frage: „Wer was von wem wann mit wem wo, wie, womit und wozu lernen soll?“. Nach Siegbert Warwitz und Anita Rudolf stellt außerdem die Frage des „Warum“, die „Begründung“ der Lernstoffe, Lernziele und Formen des Lehrens und Lernens, eine unverzichtbare Komponente erfolgversprechender Didaktik dar. Ihre Klärung dient der Akzeptanz der Bildungsprozesse, die nicht einfach verordnet werden dürfen, sondern jeweils kritisch zu hinterfragen und nachvollziehbar zu begründen sind.
Das Verständnis von Didaktik als „Theorie und Praxis des Lehrens und Lernens“ vermeidet die verbreitete vereinfachende „Vulgärdefinition“, der zufolge sich Didaktik mit dem Was und Methodik mit dem Wie des Unterrichtens befasse. Sachgerechter erscheint es nach Klafki, Methodik als eine Teildisziplin der Didaktik zu verstehen.
Vor diesem Hintergrund lässt sich Didaktik insgesamt verstehen als „Lehre und Wissenschaft vom Lernen und Lehren in ihren Wechselbeziehungen sowie mit ihren Voraussetzungen und Bedingungen“ (Tulodziecki/Herzig/Blömeke 2017, S. 270).

## Geschichte der Didaktik
Jan Amos Komenský (Comenius) entwickelte die erste Didaktik der Neuzeit. Frühe didaktische Modelle sind die Anschauungspädagogik des 19. Jahrhunderts und die Arbeitspädagogik des 20. Jahrhunderts als Teil der Reformpädagogik.
Die Gesamtentwicklung ist durch unterschiedliche Auffassungen von Didaktik gekennzeichnet, die bis heute in der didaktischen Diskussion eine Rolle spielen: Didaktik als Kunst des Lehrens, als Lehre vom erziehenden Unterricht, als Bildungslehre, als Programm zur Veränderung von Schule, als Theorie der Bildungsinhalte und des Lehrplans und schließlich als Wissenschaft vom Lernen und Lehren.
Die „Allgemeine Didaktik“ beschäftigt sich mit der Begründung von Unterricht, Unterrichtszielen und -inhalten, den didaktischen Methoden und der Gestaltung von Unterricht – unabhängig von dem institutionellen Kontext, der Stufe oder des Unterrichtsfachs. Zusätzlich haben sich Fachdidaktiken entwickelt, die sich mit der Vermittlung der unterschiedlichen fachlichen Inhalte beschäftigen. Die Deutschdidaktik beispielsweise hatte bereits erste Ansätze im 15. Jahrhundert. In den 1960er Jahren formulierte Wolfgang Klafki erste Ziele und Inhalte der Deutschdidaktik. Kreft schuf 1982 ein „Prototypisches Verstehensmodell“, welches den Verstehensprozess im Literaturunterricht untersuchte. Dieses wurde in den 80er Jahren von Kaspar Spinner verfeinert. Seit Anfang der 1980er Jahre befürwortete Wolfgang Isers rezeptionsästhetische Theorien und schlug das Inszenieren von Standbildern im Literaturunterricht vor. Seit den 1990er Jahren gibt es Konzepte zum medienintegrativen Unterricht, welche audiovisuelle Medien und neue Medien einschließen.
Nach der Allgemeinen Didaktik und den Fachdidaktiken haben sich ebenfalls die Mediendidaktik etabliert, die sich mit dem mediengestützten Lernen und dem Arrangement von mediengestützten Lernangeboten beschäftigt, sowie Didaktiken, die sich mit dem Lehren und Lernen in bestimmten institutionellen Kontexten und Schulstufen beschäftigen, wie z. B. die Berufsdidaktik, die das Lernen und Lehren in der Berufsschule bzw. Berufskolleg thematisiert, oder die Grundschuldidaktik oder der Erwachsenen- und Weiterbildung.

## Prinzipien, an denen Lehren und Lernen ausgerichtet werden können
Als „Wissenschaft vom Lehren und Lernen“ beschreibt die Didaktik allgemeine Prinzipien und Regeln, die für jegliches Unterrichten und sämtliche Fachwissenschaften Geltung beanspruchen. Es handelt sich nicht um inhaltliche, gar ideologische, sondern um formale Vorgaben wissenschaftsgerechten Lehrens und Lernens. Ein Missverständnis von Didaktik ist die sogenannte „Abbilddidaktik“, nach der es nur darum gehe, die Ergebnisse der Fachwissenschaften in die Schülerköpfe zu transportieren. Die Fachwissenschaften sind nur ein Bezugspunkt der Didaktik, andere sind die Gesellschaft, die Bedürfnisse der Schüler oder die Ausrichtung der Lehrkraft, wie sie sich im sogenannten Didaktischen Dreieck darstellen.

## Modelle der Allgemeinen Didaktik
Als ein allgemeindidaktisches Modell bezeichnen Jank/Meyer nach Blankertz (1969) ein „auf Vollständigkeit zielendes Theoriegebäude zur Analyse und Planung didaktischen Handelns in schulischen und anderen Lehr- und Lernsituationen“ (siehe auch Modell). Zunehmend an Bedeutung gewinnen didaktische „Konzepte“ (geringerer Reichweite), die sich auf die empirische Lehr-Lern-Forschung und die Forschung auf Didaktisches Design beziehen.
Die folgenden „didaktischen Modelle“ wurden lange in Deutschland diskutiert:
- bildungstheoretische Didaktik, erneuert als kritisch-konstruktive Didaktik,
- lerntheoretische Didaktik,
- informationstheoretisch-kybernetische Didaktik,
- Entwicklungslogische Didaktik sowie die
- kommunikative Didaktik.

Diese zwischen 1930 und 1990 im deutschsprachigen Raum entstandenen Ansätze verstanden sich jeweils als konkurrierende Richtungen, die vor dem Hintergrund der Lehrerausbildung entstanden und jeweils die Bildung einer eigenen „Schule“ zu etablieren versuchten. Mit der Fokussierung auf diese „didaktischen Modelle“ und „Schulen“ blieb die Diskussion in Deutschland bis in die 90er Jahre von der internationalen Forschung weitgehend abgeschnitten. Erst Ende des 20. Jahrhunderts fand die Forschung Anschluss an die internationale Diskussion und die Forschung zum Vermittlungsdesign. Statt der „Schulenbildung“, die die deutsche Diskussion lange Zeit geprägt hat, entwickelt sich Didaktik zunehmend zu einer interdisziplinären Wissenschaft mit einem hohen empirisch fundierten Anteil. Theoretischen Grundlagen werden z. B. aus der Lehr-Lernforschung, Gesellschaftstheorien, Erkenntnistheorien (wie z. B. Konstruktivismus) oder Kommunikationstheorien gewonnen.
Vor diesem Hintergrund sind verschiedene Didaktiken entstanden. Dazu zählen u. a.
- die konstruktivistische Didaktik (Kersten Reich),
- die evolutionäre Didaktik (Annette Scheunpflug),
- die subjektive Didaktik (Edmund Kösel),
- die handlungs- und entwicklungsorientierte Didaktik (Gerhard Tulodziecki / Bardo Herzig / Sigrid Blömeke) und
- die Bildungsgangdidaktik (Meinert A. Meyer).

### Bildungstheoretische Didaktik
Vertreter der Bildungstheoretischen Didaktik sind: Wolfgang Klafki, Wolfgang Kramp, Eduard Spranger, Herman Nohl, Wilhelm Flitner, Erich Weniger, Theodor Litt, Claus Gnutzmann.
Die Bildungstheoretische Didaktik versteht Unterricht als „Prozess einer ‚Begegnung‘ zwischen ausgewählten geeigneten Bildungsgütern und der nachwachsenden Generation“ (Ewald Terhart: Didaktik (2009)). Für den Lehrer steht die Auswahl, Anordnung und Explikation der Inhalte im Zentrum, Methoden- und Medienfragen sind nachgeordnet. Seit 1958 wurde sie von Wolfgang Klafki weiter entwickelt. Auf ihn geht die These vom „Primat der Didaktik“ zurück, dem die Methodik nachgeordnet sei. Aufgrund der folgenden Diskussionen und wissenschaftstheoretischen Neuorientierungen hat Wolfgang Klafki sein System zur kritisch-konstruktiven Didaktik weiterentwickelt. So hat er weniger den traditionellen Bildungslehrplan als eine Reihe epochaltypischer „Schlüsselprobleme“ zur Grundlage inhaltlicher Entscheidungen gemacht. Diese veränderten sich allerdings im Laufe der Jahrzehnte seit ihrer ersten Benennung in den 1980er Jahren durch Klafki.
Im Mittelpunkt dieses didaktischen Modells steht die Frage nach dem Inhalt des Unterrichts: Womit müssen sich junge Menschen auseinandersetzen, um sich zu bilden und mündig zu werden? Zur Antwort führt die „Didaktische Analyse als Kern der Unterrichtsvorbereitung“ (1963) mit Teilfragen an den erwogenen Stoff: Welche fundamentale, gegenwärtige, zukünftige, exemplarische Bedeutung hat der zu vermittelnde Stoff? Weiterhin fragt die Bildungstheoretische Didaktik nach der Zugänglichkeit aus Sicht der Schüler und der Sachstruktur der Inhalte des Unterrichts. Im Kern geht es also immer um die begründete Auswahl und Anordnung der Gegenstände, durch die Lernprozesse initiiert werden sollen. Klafki fordert, dass die dazu notwendigen Entscheidungen in der „Didaktischen Analyse“ zu erarbeiten sind.
Die Bildungstheoretische Didaktik zielt auf die Bildung des Menschen im Ganzen ab, nicht nur auf spezielle und nützliche Eigenschaften und Fähigkeiten. Dies soll durch die Synthese von materialer Bildung (breites Wissen und Können) und formaler Bildung (Ausschöpfung der Potenziale, Methodenkompetenz und instrumentelle Fähigkeiten) erreicht werden. Die dialektische Einheit von materialer und formaler Bildung fasst Klafki unter dem Begriff der „Kategorialen Bildung“. Die Idee ist, dass das Problem der Auswahl geeigneter Lehrinhalte durch exemplarische Gegenstände gelöst werden kann, an denen sich die universellen Gesichtspunkte (Kategorien) der geistigen Ordnung der Welt erwerben lassen.

### Lerntheoretische Didaktik
Die lerntheoretische Didaktik wurde im Berliner Modell von Heimann entwickelt. Sie ist ein Instrument zur Analyse und Planung von Unterricht. Es wird davon ausgegangen, dass Unterricht immer formal strukturiert, inhaltlich jedoch variabel und situationsabhängig ist. Es gibt vier Elementarstrukturen des Lehr- und Lerngeschehens, die immer gegeneinander abgewogen und miteinander in Einklang gebracht werden müssen. Dies sind die Intention, also das Wozu, die Inhalte, das Was, die Methode, das Wie und das Medium, das Womit. Jedes Element steht in Abhängigkeit vom anderen. Dieses Vierergefüge steht wiederum in Abhängigkeit von den sozial-kulturellen und anthropologisch-psychologischen Voraussetzungen, die sich auf das System auswirken und sozial-kulturelle und anthropologisch-psychologische Folgen nach sich ziehen, die in der nächsten Lehr-/Lernphase die neuen Voraussetzungen sind. Somit entsteht ein fortdauernder Kreislauf.
Die Prinzipien der Interdependenz, der Variabilität und der Kontrollierbarkeit liegen der Unterrichtsplanung zu Grunde. Die Interdependenz ist die widerspruchsfreie Wechselwirkung und Kombination der Strukturelemente. Die Variabilität soll eine elastische Planung und Durchführung ermöglichen. Die Kontrollierbarkeit ermöglicht eine professionelle Auswertung des Unterrichts.
Ein weiterer Klassiker der lerntheoretischen Didaktik ist die „Psychologische Didaktik“ von Aebli (1983; 2003). Sie gilt als Vorbild für die Integration von lernpsychologischem Wissen in didaktisches Denken. Aebli knüpft hierzu an die kognitive Lern- und Entwicklungstheorie von Jean Piaget an. In einem zweiten Schritt wird eine allgemeine Strukturierung von dem in der Schule zu erwerbenden Wissen vorgeschlagen. Aebli unterscheidet hier lediglich drei sehr grobe Kategorien: Operationen, Handlungsabläufe und Begriffe. Diese einfache und grobe Unterscheidung war für allgemeindidaktisches Denken jedoch enorm anregend und vielseitig anwendbar. In einem dritten Schritt müssen prototypische Lernverläufe in Bezug auf die einzelnen Wissenskategorien beschrieben werden. Aebli postuliert beispielsweise vier übergreifende Lernschritte zum Erwerb von Operationen, Handlungsabläufen oder Begriffen. In einem vierten und letzten Schritt werden didaktische Schlussfolgerungen gezogen. Welche Lehrer- und Schülerhandlungen bzw. welche Aspekte in der Lernumgebung unterstützen den Lernverlauf?
Es gibt mittlerweile auch aktuelle Didaktikmodelle, die das lerntheoretische Denken aufgreifen. Maier (2012) beispielsweise entwickelt fünf Kategorien für die Planung von Unterricht, die sich auf Befunde der Lernpsychologie, der Neurowissenschaft, der Lehr-Lern-Forschung und der pädagogisch-psychologischen Diagnostik beziehen. Ebenso werden in dieses lerntheoretische Planungsmodell aktuelle Überlegungen zu einem kompetenzorientierten Unterricht mit einbezogen. Die Planungskategorien:
1. Von den curricularen und fachwissenschaftlichen Vorgaben zu den Lernzielen bzw. Kompetenzzielen
2. Von den Lernvoraussetzungen zu einer lerntheoretisch begründeten Verlaufsplanung
3. Methodische Dimensionen der Gestaltung von Lehr-Lern-Prozessen
4. Organisatorische Aspekte der Unterrichtsdurchführung
5. Reflexion und Evaluation des Lehr-Lern-Prozesses

Vor allem in der Planungskategorie 2 spielen lerntheoretische Überlegungen eine zentrale Rolle. Lehrer müssen das Vorwissen von Schülern beschreiben können. Ebenso müssen Lehrkräfte verstehen, wie sich fachspezifisches Wissen entwickelt bzw. fachspezifische Kompetenzen aufgebaut werden (z. B. Stufen des Schriftspracherwerbs). Erst vor dem Hintergrund dieses lernpsychologischen Wissens können Schritte des Lehr-Lern-Prozesses geplant werden.

### Curriculare Didaktik
Die curriculare Didaktik, auch als lernzielorientierter Unterricht bekannt, wurde in den 1970er Jahren von Christine Möller entwickelt. Einer der wichtigsten Vertreter des Ansatzes ist Robert Mager.

### Informationstheoretisch-kybernetische Didaktik
Die Informationstheorie, 1948 mit dem Aufsatz von Claude Shannon begründet, ist ein Untergebiet der Nachrichtentechnik. Unter dem Namen Kybernetik hat insbesondere Norbert Wiener Anwendungen weit über die Technik hinaus vorgeschlagen. Grundlegendes Modell ist der Regelkreis. Ein typischer informationstechnischer Begriff, der dauerhaft in die Geisteswissenschaften übergetreten ist, ist die Redundanz.
Die Anwendung auf die Didaktik geht zurück auf Helmar Frank, Felix von Cube, Miloš Lánský.
Der Ansatz ist nur mehr von historischer Bedeutung und hat keine „bekennenden“ Anhänger in der Didaktik.

### Konstruktivistische Didaktik
Als Grundannahme gilt der Befund, dass im Prozess der Wahrnehmung keine Realität abgebildet, sondern vielmehr eine relative und subjektive Wirklichkeit geschaffen (konstruiert) wird. Eine konstruktivistisch orientierte Didaktik geht in diesem Sinne von folgenden Annahmen aus:
„Wissen kann nie als solches von einer Person zur anderen übermittelt werden. […] Die einzige Art und Weise, in der ein Organismus Wissen erwerben kann, (besteht darin), es selbst aufzubauen oder für sich selbst zu konstruieren. […] Die Tätigkeit des Lehrens (sollte) als ein Versuch angesehen werden […], die Umwelt eines Schülers so zu verändern, dass dieser möglichst jene kognitiven Strukturen aufbaut, die der Lehrer vermitteln möchte“ (Ernst von Glasersfeld 1987, 133).
Im Gegensatz zu gängigen ‚Eintrichterungstheorien‘ wird eine konstruktivistische Didaktik das Lernen als einen Prozess der Selbstorganisation von Wissen verstehen, das sich auf der Basis der Wirklichkeits- und Sinnkonstruktion jedes einzelnen Lernerindividuums vollzieht und damit relativ individuell und unvorhersagbar ist. Als Lehrer sollte man möglichst reichhaltige, multimodale, interessante und kommunikationsorientierte Umgebungen schaffen, welche die subjektiven Erfahrungsbereiche ansprechen und gleichzeitig neue ‚Rätsel‘ beinhalten, die pragmatisch, interaktiv und kreativ zur Selbstorientierung einladen. Kooperation, Kommunikation und Interaktion dienen der Problemdefinition und Problemlösung, wobei der Bedeutungsaushandlung eine große Rolle zukommt. Stärker kulturtheoretisch ausgerichtet ist in der konstruktivistischen Didaktik der Ansatz von Kersten Reich, der auch ein weit verbreitetes Lehr- und Studienbuch zum Thema der konstruktivistischen Didaktik verfasst hat. Der Konstruktivismus gewinnt bei Edmund Kösel (Band III: Die Konstruktion von Wissen. Eine didaktische Epistemologie. SD Verlag, 2007) eine grundlegende Bedeutung in der Generierung von Wissen im Vermittlungsprozess zwischen Lehrenden und Lernenden.

### Kommunikative Didaktik

#### Ältere kommunikative Didaktik
Die Vertreter dieser Didaktik reagieren auf die in der kognitiven Didaktik vorherrschende Fixierung auf den Lerngegenstand und betrachten Unterricht als ein kommunikatives Geschehen. Sie lenken den Blick auf das Beziehungsgeschehen in der Interaktion zwischen Lehrenden und Lernenden. Auch wie miteinander kommuniziert wird, beeinflusst das Lernen. Aus diesem Grund betont die kommunikative Didaktik besonders die Gestaltung der Beziehungsebene. Inhaltliche Bezüge: Kommunikationstheorie von Paul Watzlawick, Theorie des kommunikativen Handelns von Jürgen Habermas. Begründer der kommunikativen Didaktik sind Karl-Hermann Schäfer und Klaus Schaller.

#### Subjektive Didaktik
Die Theorie der subjektiven Didaktik (nach Kösel) bezieht ihre Grundaxiome aus der Annahme, dass jeder Mensch ein in sich geschlossenes einmaliges System mit einer eigenen Bewusstseins- und Verhaltensstruktur ist. Die Vermittlung von Wissen und Erfahrung geschieht ausschließlich durch die Selbstorganisation des Individuums. Die Vermittlung von Wissen kann nur über eine gegenseitige Kommunikation erfolgen, und sie wird niemals eine 1:1-Abbildung beim anderen erreichen. Durch einen interdisziplinären Ansatz wird eine Ausrichtung der Didaktik entwickelt, die sowohl gesellschaftliche als auch anthropologische und individualgeschichtliche Dimensionen enthält. Theoretische Grundlagen sind die Theorie lebender Systeme (Autopoiesis), die Systemtheorie (Didaktik in Systemen), der Konstruktivismus (Wissenskonstruktion), Ergebnisse aus der Hirnforschung (Bewusstseinssysteme von Lehrenden und Lernenden) und eine eigene didaktische Handlungstheorie. Das Feld der Vermittlung wird als Driftzone zwischen Lehrenden und Lernenden gekennzeichnet. Die Darstellung von Wissenskonstruktionen und die Entwicklung postmoderner Lernkulturen sind grundlegend für jede allgemeine Didaktik. Eine Weiterentwicklung der didaktischen Driftzone bietet das Berner Modell das an der Akademie für Erwachsenenbildung (aeB Schweiz) entwickelt wurde.

#### Neuere kommunikative Didaktik
Im Zuge der Lernerorientierung wird der Blick auf die Schülerinteraktionen gerichtet. Der Lehr-/Lernprozess wird nicht mehr als Vermittlung von Wissen durch eine Wissensquelle (Lehrer) an die Gruppe gesehen, sondern als gemeinsame Konstruktion von Wissen. Hier spielen die Lernergruppe und ihre Interaktionen eine zentrale Rolle. Zur kollektiven Konstruktion von Wissen gehört, dass die Lernenden die Fähigkeit erwerben, miteinander intensiv und sachbezogen zu kommunizieren (vgl. Kollektive Intelligenz). Dies geschieht im Rahmen offener Unterrichtsmethoden. Diese Entwicklung steht am Anfang, denn durch die Verbreitung des Internets werden immer höhere Ansprüche an die kommunikative Kompetenz der Menschen gestellt. Die Aufgabe von Schulen und Universitäten wird sein, Schüler und Studenten auf diese neuen Herausforderungen angemessen vorzubereiten.

## Didaktische Methoden
Eine Methode ist ein kohärentes Ganzes aus theoretischem Gerüst und praktischer Umsetzung.

### Lernen durch Lehren

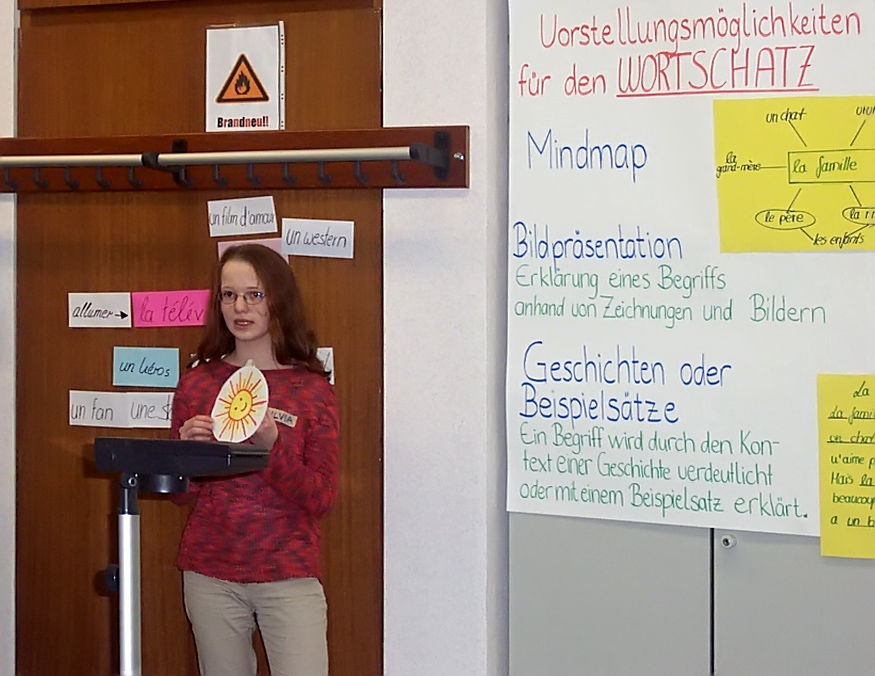
Anwendung von LdL im Sprachunterricht: Schülerin führt neuen Wortschatz ein.

Seit Anfang der 1980er-Jahre hat sich abseits der etablierten Didaktik die Methode Lernen durch Lehren (LdL) entwickelt. Das Konzept wurde im Französischunterricht des Gymnasiums durch Jean-Pol Martin erprobt und verbreitet. Gegenwärtig wird die Übertragung von Lehrfunktionen auf Schüler in allen aktuellen Didaktik-Konzepten (zum Beispiel offener Unterricht, subjektive Didaktik, konstruktivistische Didaktik, kommunikative Didaktik, Handlungsorientierung) aufgegriffen und integriert. In dem Handbuch zur Französischdidaktik von Nieweler (2006) wird LdL im Glossar als „radikale Form der Schüler- und Handlungsorientierung“ definiert. Von der Pädagogik wird eine praktische und theoretische Fundierung gewünscht (siehe u. a. Alexander Renkl 2006), obwohl beides seit 1994 vorliegt (Bibliografie u. a. in: Martin/Oebel 2007). In Deutschland wird die Methode von Grzega theoretisch und praktisch weiterentwickelt, und in Japan wird LdL seit den 1990er Jahren von Guido Öbel umgesetzt und verbreitet. 2016 bezeichneten Weng/Pfeiffer Martin als „ein[en] Vorläufer für den viel zitierten 'shift from teaching to learning'“.
Im Hinblick auf die Verbreitung kollektiver Wissenskonstruktion im Netz bietet sich LdL als Methode an, die in besonderem Maße zur Entwicklung von Empathie und Netzsensibilität beiträgt.

## Weitere Begriffe

### Didaktisches Handeln
Das Didaktische Handeln ist keine Theorie, sondern in erster Linie Alltagshandeln mit Alltagsmechanismen (Gewöhnung, Typisierung, Paradoxien, Machtverhältnisse usw.) in einer Hier-und-Jetzt-Situation (H 1), die nicht mehr rückgängig gemacht werden kann. Darüber hinaus ist didaktisches Handeln meist zurückgebunden auf Gewohnheitsbildung (H2); dagegen sind Reflexion (H3) und der Rückgriff auf empirische und theoretische Befunde (H4) eher selten.

### Didaktische Kompetenz
Die Didaktische Kompetenz bezeichnet die Fähigkeiten und Fertigkeiten eines Lehrenden, den Vermittlungsprozess und die Förderung des einzelnen Schülers in einem Schulsystem optimal zu fördern. Diese didaktische Kompetenz kann aufgegliedert werden in verschiedene Teilkompetenzen, wobei es unmöglich ist, jede von ihnen jederzeit und gleichwertig nebeneinander beim Lehrenden zu berücksichtigen. Sie können lediglich als Differenzierungsmöglichkeit, keinesfalls als präskriptive Vorgaben an die Lehrenden gesehen werden. Didaktische Kompetenzen sind die Fähigkeiten eines Lehrenden, die sich – auf die Lehr-/Lernsituation bezogen – darin zeigen, dass er die Balance zwischen den Ansprüchen und Erwartungen des einzelnen Lernenden, denen der Lern-Gruppe, den Voraussetzungen der Wissensarchitektur, den Forderungen des Lehrplans, den Möglichkeiten für die Entwicklung moderner Lernkulturen und seinen eigenen Wünschen und Vorstellungen einrichten und erhalten kann, so dass ein möglichst positives Lernklima entsteht. Je nach Situation und Bedürfnissen der Beteiligten wird unterschiedliches Verhalten notwendig sein. Die Angemessenheit dieses Verhaltens wird dadurch gewährleistet, dass der Lehrende auf der Basis von Erfahrung, vielleicht professionellem Wissen und Theoriebewusstsein ein möglichst großes Repertoire von Teilkompetenzen und Verhaltensmustern entwickelt, um seinen oder externen Anforderungen gerecht werden zu können oder aber sich bei überbordenden Erwartungen abzugrenzen.

### Didaktisches Dreieck
Das Didaktische Dreieck ist ein Strukturmodell, das die Beziehungen zwischen den drei Unterrichtskomponenten Lehrer, Schüler und Lerninhalt und ihre Bezüge zum soziokulturellen Umfeld der Gesellschaft veranschaulicht. Es hat eine fundamentale Bedeutung in der wissenschaftlichen Lehrerbildung, weil es geeignet ist, die unterschiedlichsten Unterrichtsformen bildhaft darzustellen und Alternativen zu diskutieren.
Im Einzelnen werden folgende Bezugspunkte und Beziehungen angesprochen:
- Der Lerninhalt stammt aus der Fülle möglicher Lerngegenstände in der Welt. Er soll vom Lernenden apperzipiert werden.
- Der Lehrer fungiert als Vermittler zwischen Interesse der Gesellschaft, Schüler und Lernstoff. Er wählt in der Regel die z. B. in den Lehrplänen vorgegebenen Inhalte aus und bereitet sie methodisch auf.
- Der Schüler soll mit Unterstützung des Lehrers die Lerninhalte erfassen, verinnerlichen und ggf. in gesellschaftsverträgliches Verhalten und Handeln umsetzen.

### Didaktischer Ort
Der sogenannte Didaktische Ort beschreibt die Position eines Unterrichtselements (z. B. eine Gruppenarbeit) im zeitlichen Ablauf einer Unterrichtsstunde und im methodischen Verlauf einer Unterrichtseinheit, dem eine klare Rolle im Unterrichtsgeschehen zukommt.

### Didaktischer Relativismus
In der sich anbahnenden Wissensgesellschaft im 21. Jahrhundert ist nach Edmund Kösel dem Begriff Wissen nicht mehr mit dem herkömmlichen ontologischen Wahrheitsanspruch zu begegnen. Wissen werde demnach künftig als Unterscheidung in vielerlei Hinsichten und Bezugssystemen gesehen. Jedes Thema oder Problem könne unter sehr verschiedenen und andersartigen Referenzen konstruiert werden, und jede dieser Konstruktionen habe ihren jeweils eigenen Sinn. Wissen basiere in erster Linie auf Begriffen, Wissensarten, Wissenskontexten, Wissenslogiken und Wissensfeldern.
Kösel spricht sich für einen soliden didaktischen Relativismus aus, der davon ausgehe, dass Lehrende und Lernende einander ihre Bezugssysteme und die dahinterliegende Architektur (Referenzbereiche, Relationen, Dimensionen, Wissensarten, Wissenskonzepte, Wissenslogiken usw.) offenlegen sollen. Die schon lange geführte Diskussion um die Reduktion von Komplexität in der Wissensvermittlung (Prinzip des Exemplarischen, des Klassischen, der Reduktion usw.) könne so im Medium einer didaktischen Epistemologie neu aufgearbeitet und operativ im Unterricht umgesetzt werden. Die Schule solle im Rahmen einer modernen Didaktik nicht nur reproduktierbares Wissen als Bildungsprodukt anbieten, sondern müsse dazu kommen, neue Bildungsprodukte wie Rekonstruktion, Neukonstruktion, Dekonstruktion von Wissen und Mustererkennung für gegenwärtige und eventuell zukünftige Kontexte und Situationen zu ermöglichen. Dazu wurde in jüngster Zeit ein Instrument der Wissenskonstruktion erarbeitet (Kösel, 2007).
Die Didaktische Reduktion bezeichnet nach Manfred Broy die Vereinfachungen und Hilfen, die zum leichteren Verständnis eines komplexen Lerngegenstandes vom Lehrenden für die Lernenden mit Rücksicht auf ihre Fähigkeiten und Vorkenntnisse vorgenommen werden. So können viele Aspekte gänzlich wegfallen. Typische didaktische Reduktionen sind Modelle, in denen das Wesentliche hervorgehoben wird: z. B. ein Globus, ein Atommodell, ein Kommunikationsmodell.
Die Didaktische Rekonstruktion geht über die Didaktische Reduktion hinaus. Der Lehrende versucht, nicht nur die kognitive und eventuell die psychomotorische Dimension an Lernende in geeigneter Weise weiterzugeben, sondern bezüglich Verständnis und Sinnangebot neue oder im Wissenschaftsbetrieb nicht beachtete individuale und soziale Relationen (affektive Dimension) zu vermitteln; sie führt zu einem Mehrwert didaktischer Bemühungen. Beispiele für diesen „Mehrwert“ sind etwa ethische Fragen zur Gewinnung und Verwendung bestimmter Messwerte, theoretische Vorannahmen, kontroverse Auffassungen oder fachübergreifende Ergebnisse.
Die Didaktische Transformation ist ein typischer Aufgabenbereich der Didaktik: Ein vorgegebener Inhalt wird strukturell analysiert und unter Berücksichtigung der kognitiven Struktur des Lernenden sowie dessen Lernzielen so zu Lehrzielen und -inhalten umkonstruiert, dass er mindestens das Elementare enthält und zu vorausgegangenen Lernprozessen nicht im Widerspruch steht. Der Lehrende bleibt dabei nicht neutral, sondern bringt umfangreiches Wissen über Inhalt, Lehrmethodik und Lernprozess ein.

## Mikrodidaktik
Unter Mikrodidaktik (von griech. mikros für klein und didaskein für lernen, lehren) wird in der Erwachsenenbildung üblicherweise die pädagogische Feinplanung einer Bildungsveranstaltung (Seminarplanung) verstanden. In der erwachsenenpädagogischen Literatur lässt sich sowohl die Unterscheidung in Makro-, Meso- und Mikrodidaktik entnehmen. Einer mikrodidaktischen Planung geht im Prozessmodell immer eine makrodidaktische Planung voraus. Sie beinhaltet das Vorbereiten, das Durchführen und das Nachbereiten einer Bildungsveranstaltung.